# Pelec
Pelec (německy Peletz, Pelz, Pelez) je vesnice, část obce Častrov. Vznik názvu obce je nejistý. Jedna z možných variant je odvození od německého slova „Pelez“, co znamená „kožich“. Nachází se v okrese Pelhřimov asi 3 km na západ od Častrova a 5 km na východ od Kamenice nad Lipou. Má asi 50 stálých obyvatel (2020). V obci se nachází 42 chalup (č.p 1 - 42). Pelecká kaplička je zasvěcená sv. Antonínu, opravena v roce 1995.
Nad Pelcí nejvyšší vrch okolí Pelecký kopec 719 m. Nedaleko blízkého vrchu Troják (704 m n. m.) probíhá rozvodí řek Labe-Dunaj. Nesčetné prameny z okolních lesů a strání odvádí povodí říček Kamenice a Žirovnice, jejichž spojením vzniká řeka Nežárka. Na území obce se nachází také několik menších rybníků, a to Horní, Dolní, v lese nedaleko hájovny Kněžský (podle pověsti se v něm utopil kněz).

## Historie
První písemná zmínka o vsi je z roku 1549, kdy po dělení majetku po majiteli kamenického panství Janu z Léskovce (+1547) byla obec přiřazena k panství božejovskému, ale jen na půl roku. Od 14.3.1550 byla obec zpět přiřazena u kamenického panství, a to až do roku 1918. Celou vesnici tvořilo jen několik zemědělských usedlostí (dvorů); toto se nezměnilo po celá staletí, jen jejich počet postupně narůstal. Období třicetileté války připomíná tzv.Velký (Pelecký) kříž u odbočky na Metánov, kde jsou údajně pohřbeni vojáci z této války. Po roce 1918 obec patřila k okresu Kamenice nad Lipou. Samostatný Obecní úřad skončil v roce 1964 a od tohoto roku obec patří pod Obecní úřad Častrov. Do roku 1959 sloužila v Pelci obecní škola a po jejím zavření začaly děti chodit do školy v Kamenici nad Lipou. V minulosti bylo ve vesnici několik hospod, ale ke dni 1.10.1975 zavřel pan Kadlec poslední z nich.

## Zajímavosti
- Pelecký vrch – kopec s výškou 719 m n. m.
- Poblíž obce prochází rozvodí Labe a Dunaje.

## Další fotografie

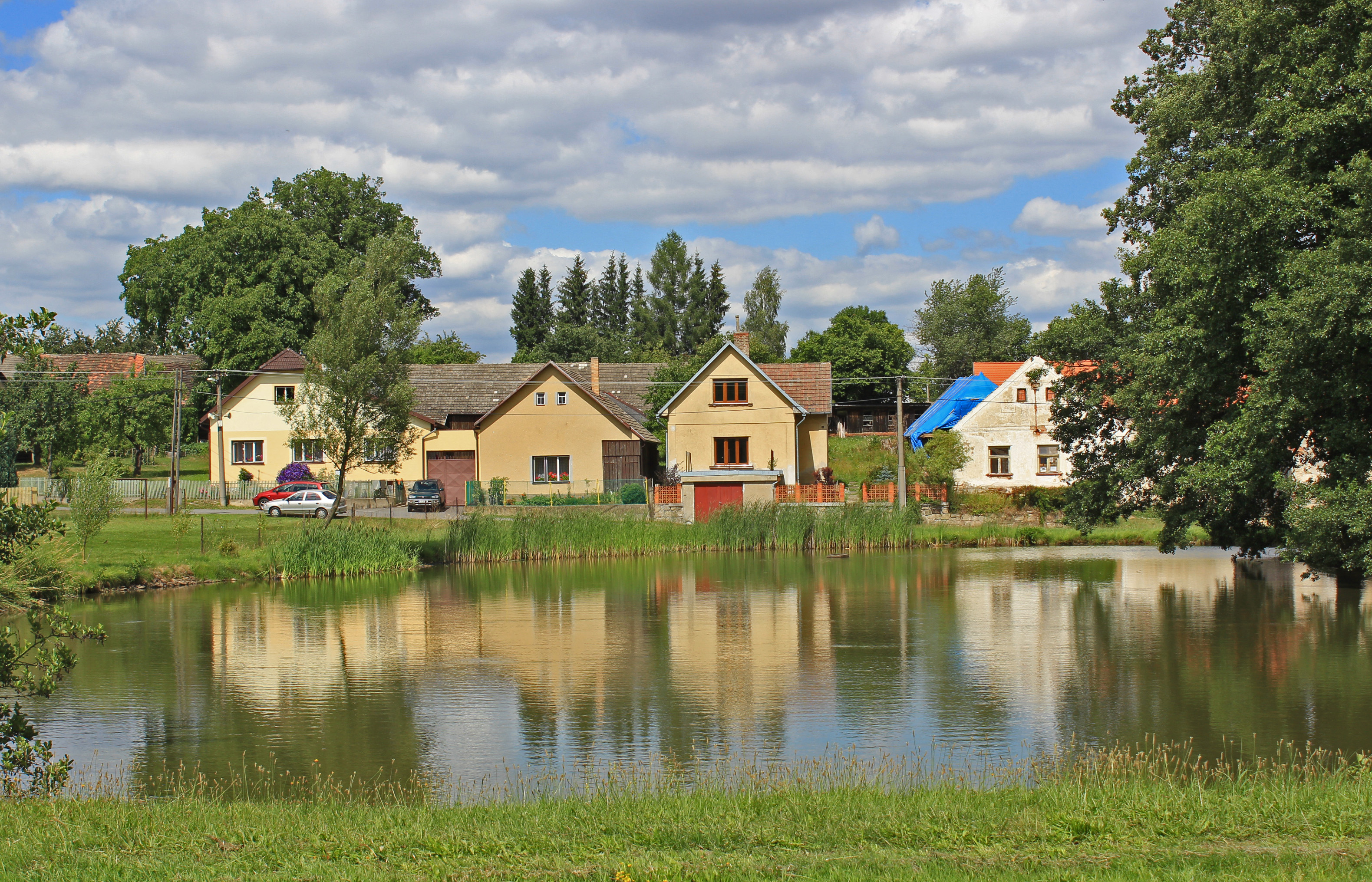
Domky u východního rybníka
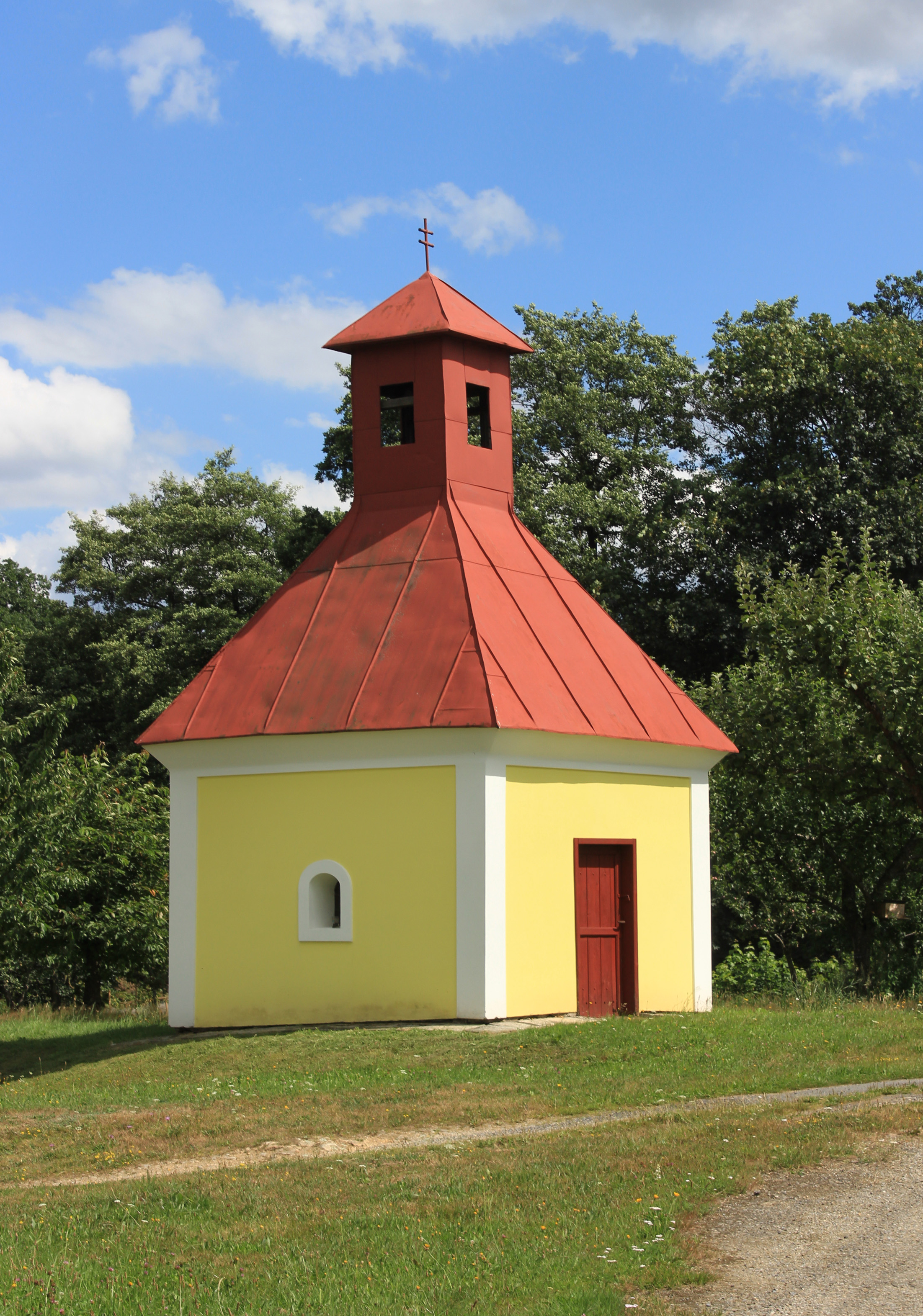
Kaple u hlavní silnice
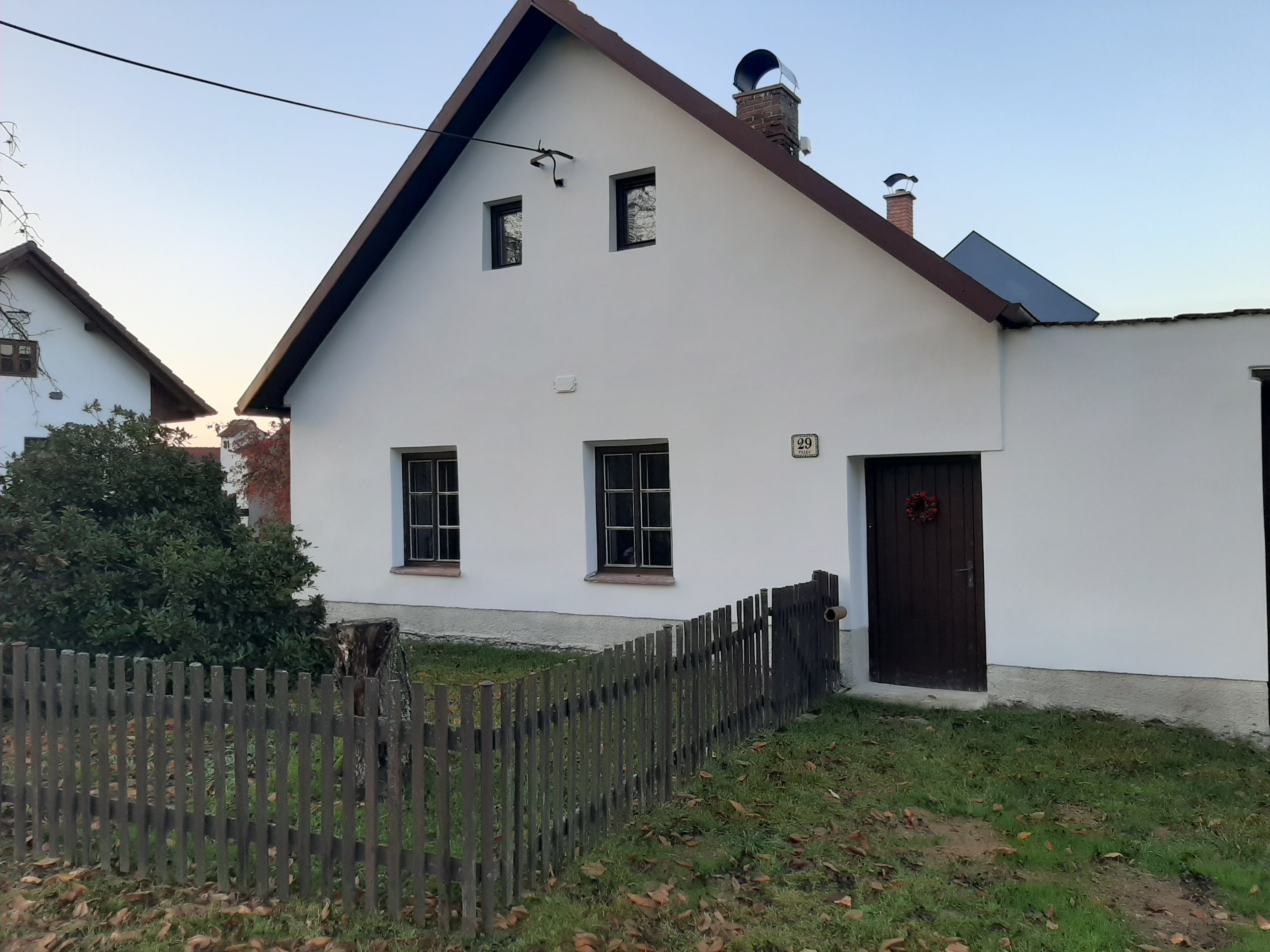
Chalupa č.p. 29
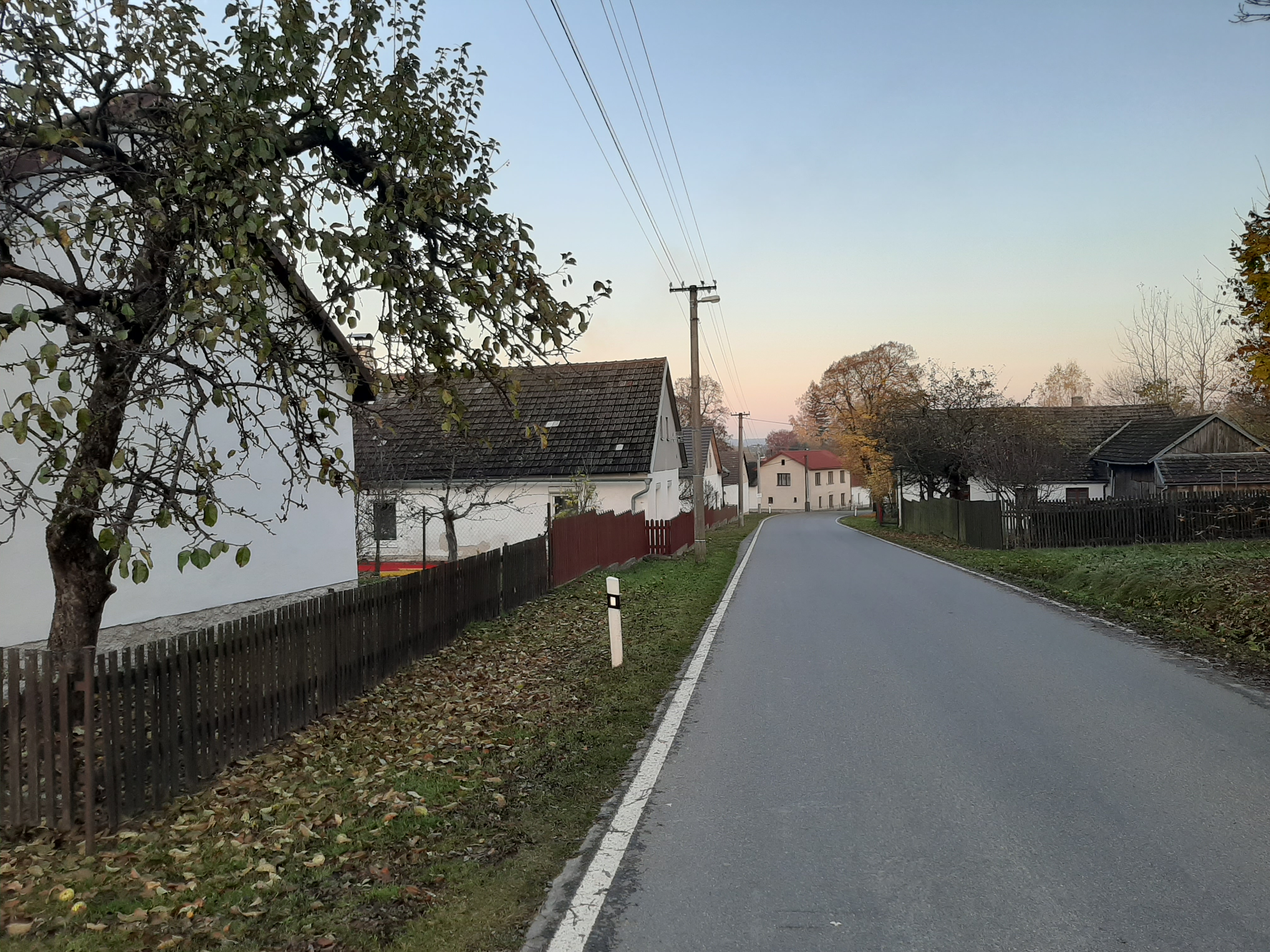
Hlavní silnice
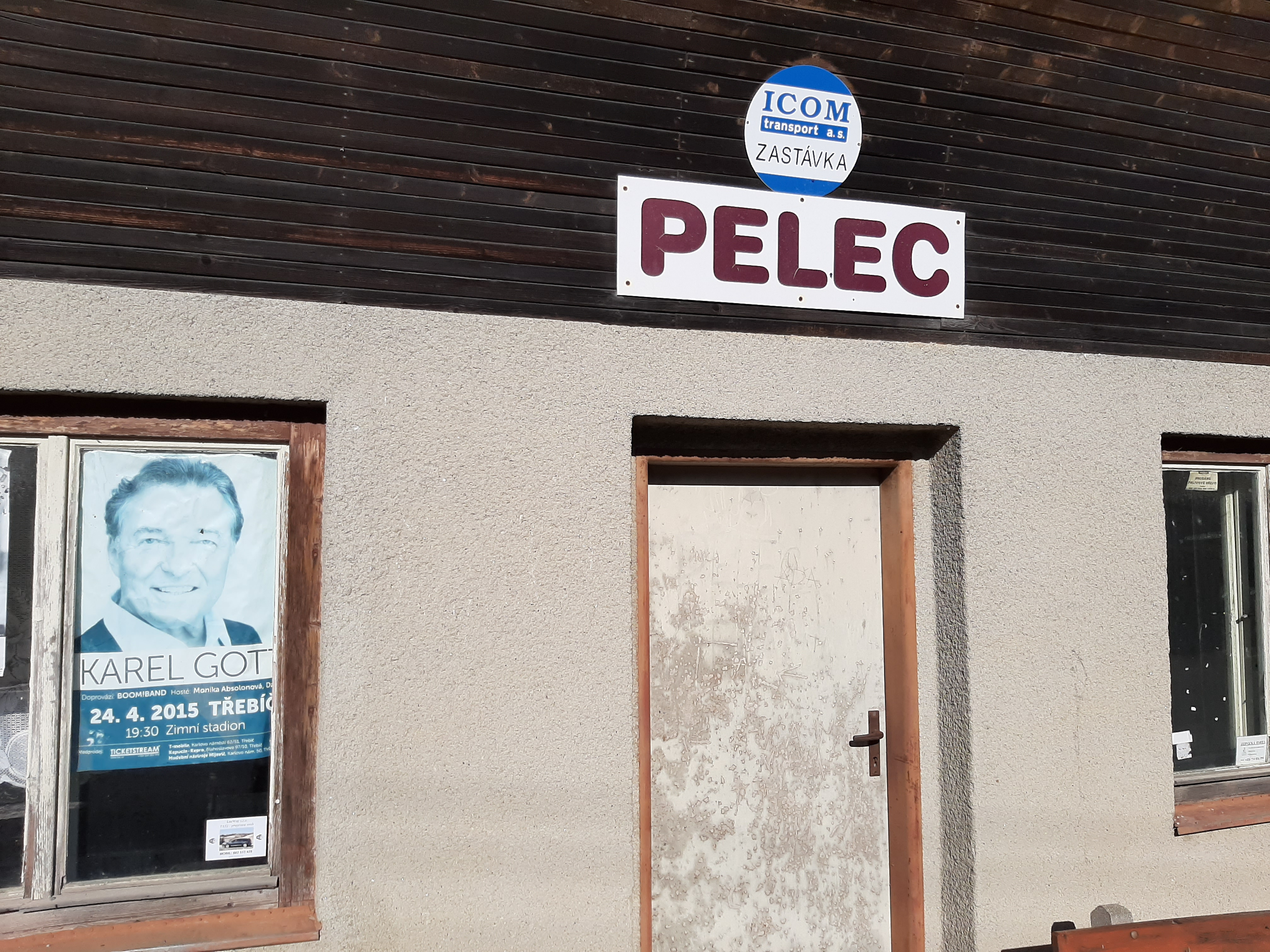
Autobusová zastávka